# FreeBSD
FreeBSD är ett fritt BSD-baserat operativsystem. Det har inriktning på stabilitet och prestanda. 

## Introduktion
FreeBSD är ett fritt Unixliknande operativsystem som har utvecklats från AT&T UNIX via Berkeley Software Distribution (BSD), genom 386BSD och 4.4BSD.
I dag används systemet dels i många stora internetservrar, dels som bas för specialoperativsystem i till exempel routrar, dels på arbetsstationer och skrivbordsdatorer.

## Hårdvarustöd
FreeBSD har stöd för det mesta bland "vanlig pc-hårdvara" (det vill säga x86-baserade datorer), inklusive avancerade grafik-, nät- och diskkontrollkort. Dock finns inga garantier att all hårdvara fungerar, vill man köra något mer udda kan det vara klokt att söka på nätet om någon annan har provat först.
FreeBSD stödjer dock officiellt även andra arkitekturer såsom DEC Alpha, Sun Microsystems UltraSPARC, Intel Itanium (IA-64), PC-98, PowerPC samt AMD64 kompatibla processorer som Athlon 64, Opteron, Turion 64 och senare Sempron (alla från AMD) och från Intel senare varianter (de som stödjer EM64T) av Pentium 4 och Celeron.

## Programutbud
FreeBSD har ett "ports-system" som erbjuder ett väldigt enkelt sätt att kompilera och installera tredjepartsprogram som 2018 uppgår till 32 987 stycken. Dessa kan enkelt installeras genom att välja programmet i programverktyget för systeminstallation "sysinstall" som därefter sköter allt. Till och med version 9 användes "sysinstall", medan version 10 och upp använder "bsdconfig" för att installera "paket", alltså färdigbyggda binärfiler.
För den som vill ha mer kontroll över processen via textbaserade kommandon så kan man genom att skriva till exempel 'make install' i ett portbibliotek få Makefile systemet att automatiskt hämta programmets källkod, packa upp, applicera eventuella patchar, kompilera och därefter installera det aktuella programmet.

## Licens
Som namnet antyder är FreeBSD fri programvara med öppen källkod. Själva FreeBSD publiceras under BSD-licensen, men det ingår även en del verktyg (till exempel GCC) under GPL.
Program i "ports" kan ha olika licenser.

## Community
Större delen av kommunikationen i FreeBSD-communityt sker via mailinglistor, se http://lists.freebsd.org/

## Kuriosa
- FreeBSD används i Försvarsmaktens nationella datanät FM IP som brandväggar.
- FreeBSD används i svenska försvarets brandväggar under namnet "Färist".
- Yahoo! använder FreeBSD på sina servrar.[4]
- Netflix använder FreeBSD på sina servrar.[5]
- Operativsystemet Orbis OS i Playstation 4 är baserad på FreeBSD 9.0.[6]
- Operativsystemet i Playstation 5 är baserad på FreeBSD 11.0.

## TrustedBSD
TrustedBSD är ett fristående projekt för att öka säkerheten. Projektet är sponsrat bland annat av DARPA och NSA.